# Anomalophylla stoetzneri
Anomalophylla stoetzneri är en skalbaggsart som beskrevs av Ahrens 2005. Anomalophylla stoetzneri ingår i släktet Anomalophylla och familjen Melolonthidae. Inga underarter finns listade i Catalogue of Life.